# Sergio Eberini
Sergio Eberini (Monza, 2 ottobre 1954) è un allenatore di calcio ed ex calciatore italiano, di ruolo portiere.

## Carriera

### Giocatore
Debutta in Serie D con l'Albese con cui ottiene una promozione in Serie C, ed in seguito disputa un altro campionato di Serie C con l'Audace San Michele e due campionati di Serie C1 con Treviso e Chieti.
Nel 1980 passa alla Reggiana, con cui ottiene una promozione in Serie B al termine del campionato 1980-1981 e disputa 66 gare in due stagioni nella serie cadetta. Dopo cinque anni alla Reggiana, termina la carriera in Eccellenza siciliana con il Partinico.

### Allenatore
Inizia la carriera da allenatore sulla panchina del Savoia dal 1991 al 1993.
Nel 2003 diventa allenatore della Truentina Castel di Lama che allena per due stagioni in serie D, raggiungendo anche i play-off.
Il 20 ottobre 2017 diviene il nuovo allenatore della Reggiana.

## Statistiche

### Statistiche da allenatore
Statistiche aggiornate al 31 maggio 2017.
| Stagione        | Squadra         | Campionato      | Campionato | Campionato | Campionato | Campionato | Coppe nazionali | Coppe nazionali | Coppe nazionali | Coppe nazionali | Coppe nazionali | Coppe continentali | Coppe continentali | Coppe continentali | Coppe continentali | Coppe continentali | Altre coppe | Altre coppe | Altre coppe | Altre coppe | Altre coppe | Totale | Totale | Totale | Totale | % Vittorie | Piazzamento |
| Stagione        | Squadra         | Comp            | G          | V          | N          | P          | Comp            | G               | V               | N               | P               | Comp               | G                  | V                  | N                  | P                  | Comp        | G           | V           | N           | P           | G      | V      | N      | P      | %          | Piazzamento |
| --------------- | --------------- | --------------- | ---------- | ---------- | ---------- | ---------- | --------------- | --------------- | --------------- | --------------- | --------------- | ------------------ | ------------------ | ------------------ | ------------------ | ------------------ | ----------- | ----------- | ----------- | ----------- | ----------- | ------ | ------ | ------ | ------ | ---------- | ----------- |
| 2017-2018       | Reggiana        | C               | 28+5       | 13+2       | 11+2       | 4+1        | CIC             | 1               | 0               | 0               | 1               | -                  | -                  | -                  | -                  | -                  | -           | -           | -           | -           | -           | 34     | 15     | 13     | 6      | 44,12      | 4º          |
| Totale carriera | Totale carriera | Totale carriera | 33         | 15         | 13         | 5          |                 | 1               | 0               | 0               | 1               |                    |                    |                    |                    |                    |             |             |             |             |             | 34     | 15     | 13     | 6      | 44,12      |             |

## Palmarès

### Giocatore

#### Competizioni nazionali
- Campionato italiano Serie D: 1

Albese: 1974-1975 (girone A)
- Campionato italiano Serie C1: 1

Reggiana: 1980-1981 (girone A)